# Судоходная река

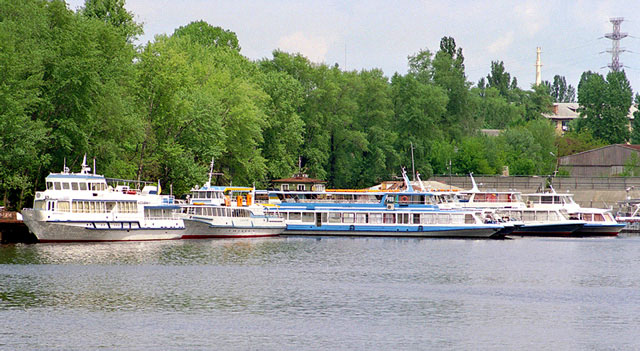
Речные суда в Киеве

Судохо́дная река́ — это река, по которой могут плавать суда. Часто так называют реку, имеющую определённый статус, который требует выполнения следующих условий:
- мосты имеют определённую высоту или имеют разводные секции;
- повороты реки должны быть достаточно плавными, чтобы обеспечить поворот судов определённого габарита;
- при необходимости проводятся регулярные дноуглубительные работы для поддержания определённой глубины.

Для туристов термин «судоходная река» означает возможность прохода по реке на малой безмоторной лодке без искусственных изменений в конструкции.